# 사랑의 스파이
《사랑의 스파이》(영어: The Man with One Red Shoe)는 미국에서 제작된 스탠 드래고티 감독의 1985년 코미디 스릴러 영화이다. 톰 행크스 등이 출연하였고, 빅터 드레이 등이 제작에 참여하였다.

## 출연진
- 톰 행크스
- 데브니 콜먼
- 로리 싱어
- 찰스 더닝
- 캐리 피셔
- 짐 벌루시
- 에드워드 허먼
- 데이비드 오그던 스타이어스
- 어빙 메츠먼
- 톰 누넌
- 게릿 그레이엄
- 데이비드 L. 랜더
- 아트 러플루어

## 기타 제작진
- 협력 제작: 잭 샌더스, 빌 윌슨
- 미술: 딘 E. 미츠너